# Charles-Édouard Houde
Pour les articles homonymes, voir Houde.
Charles-Édouard Houde (Rivière-du-Loup-en-Haut, 18 décembre 1823 - Saint-Célestin, 23 novembre 1912)  était un homme politique  et homme d'affaires québécois. 
Originaire de Rivière-du-Loup-en-Haut (aujourd'hui Louiseville), il fit le commerce du bois à Saint-Célestin et à Yamaska. Il fut le maire de Saint-Célestin et il travailla à titre de fonctionnaire dans le comté de Nicolet. 
Il a été député à l'Assemblée législative du Québec, représentant la circonscription de Nicolet de 1876 à 1883 sous la bannière du Parti conservateur du Québec. Il fut ensuite défait à titre de candidat libéral avant de devenir maire de la municipalité d'Annaville. il fut marguillier paroissial de Saint-Célestin jusqu'en 1890, où il est décédé le 23 novembre 1912.